# A. H. Tammsaare

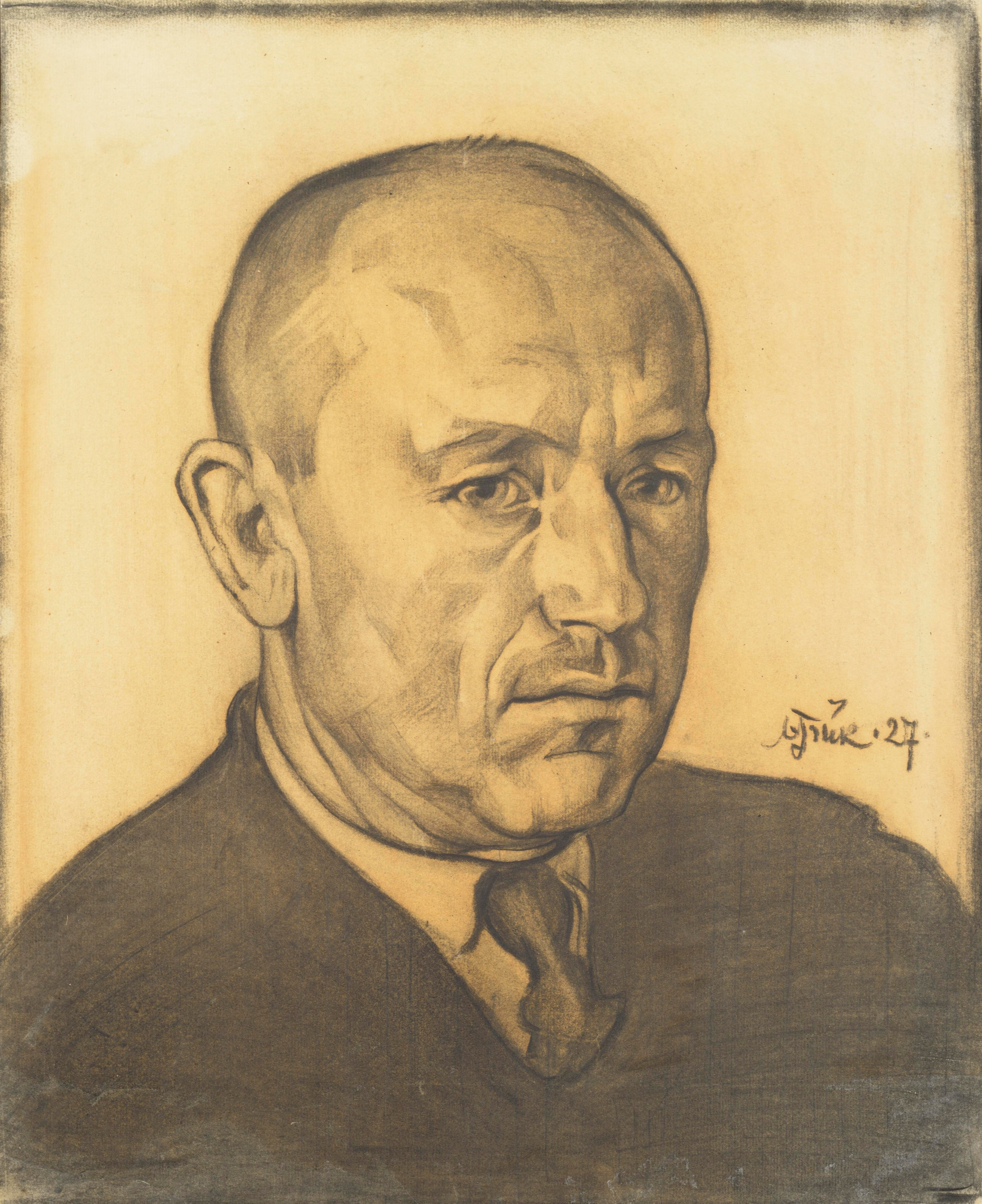
Porträt von A. H. Tammsaare. 1927, Nikolai Triik

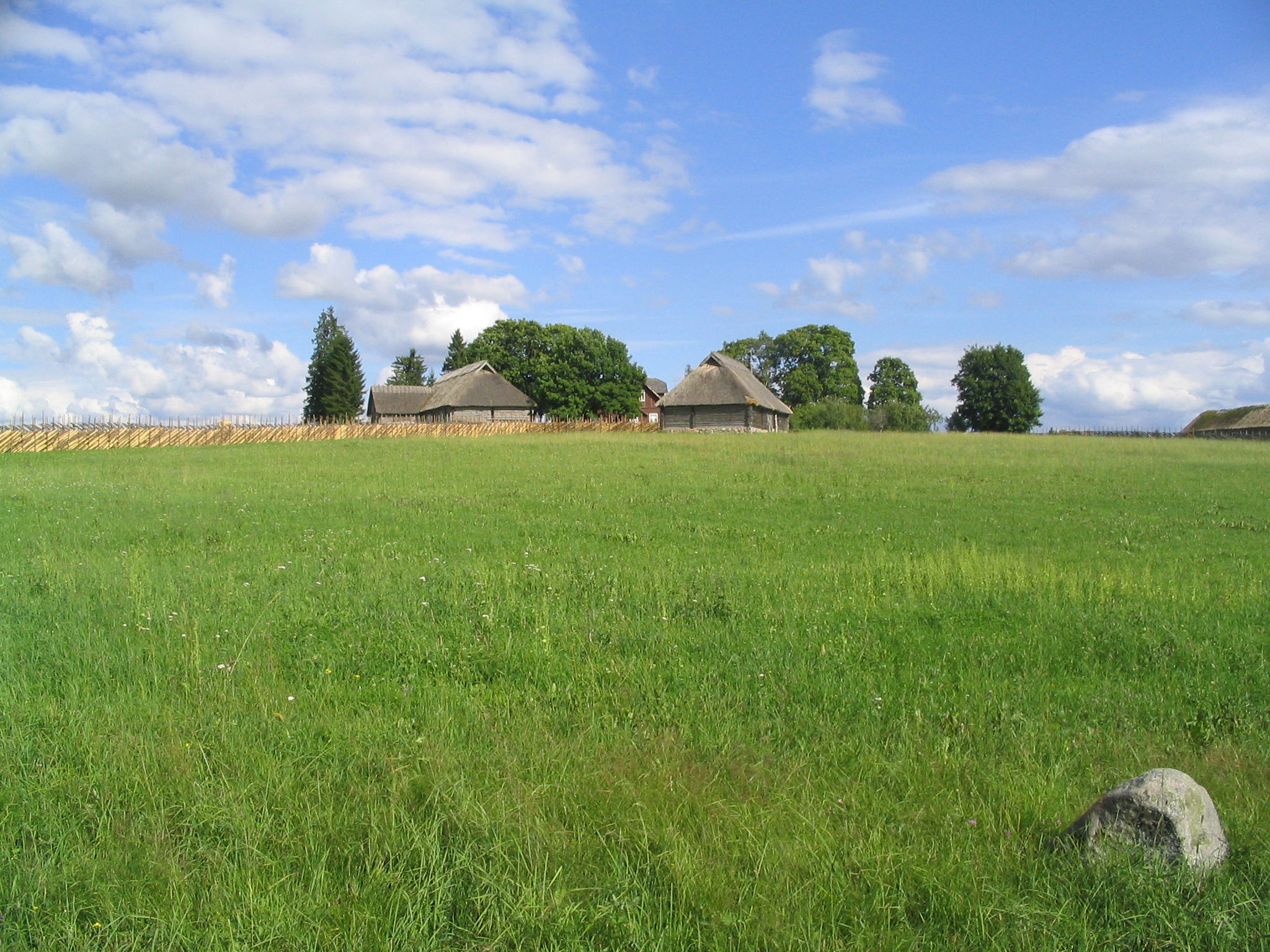
Geburtsort von A. H. Tammsaare

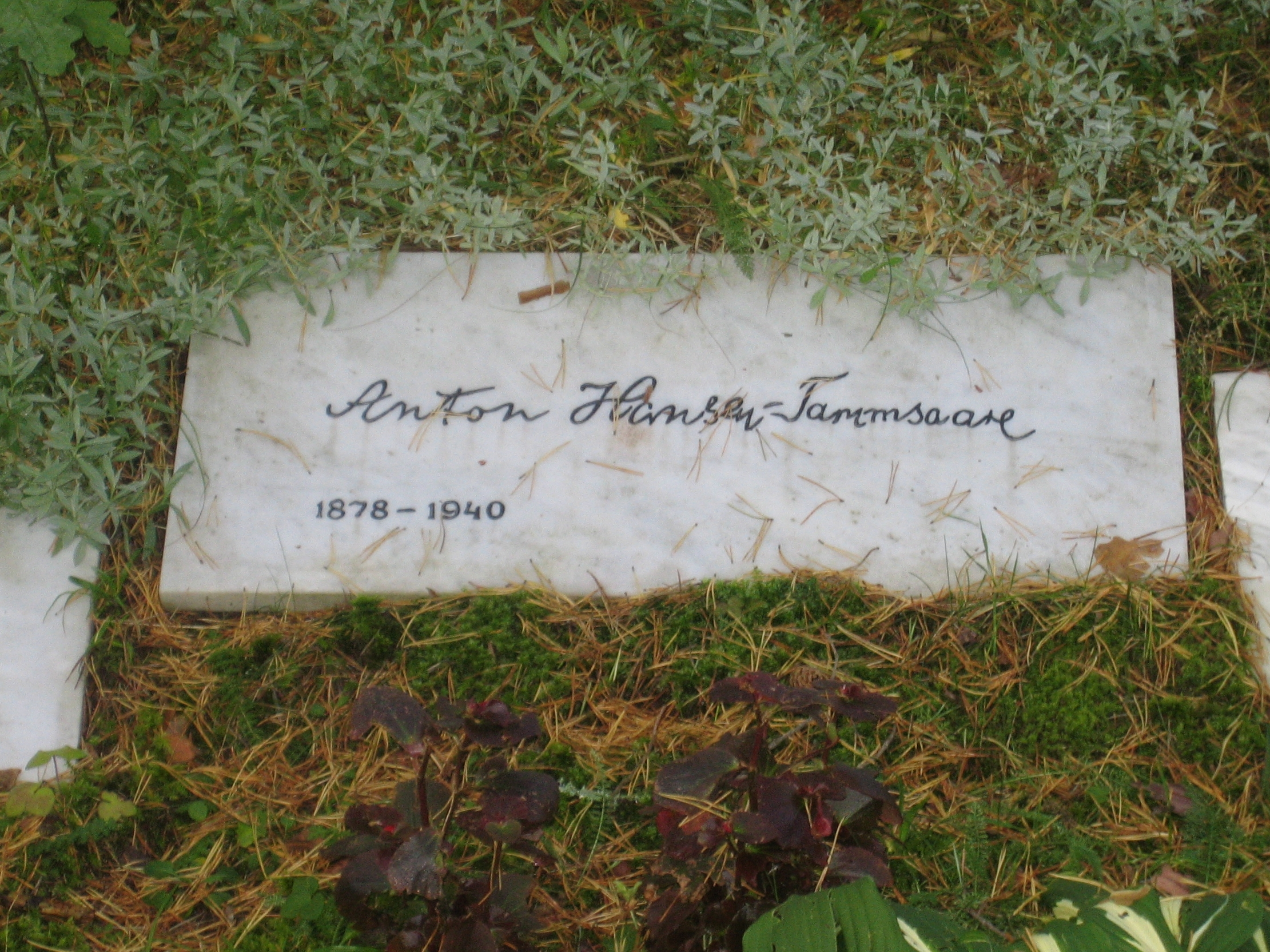
Grab auf dem Tallinner Waldfriedhof

A. H. Tammsaare (Pseudonym, von dem es andere Varianten gibt; Geburtsname Anton Hansen; * 18. Januarjul. / 30. Januar 1878greg. auf dem Hof Tammsaare in der Gemeinde Albu; † 1. März 1940 in Tallinn) war ein estnischer Schriftsteller, dessen fünfteiliger Romanzyklus Tõde ja õigus (Wahrheit und Recht; 1926–1933) als eines der wesentlichen Werke der estnischen Literatur gilt.

## Leben

### Herkunft
Tammsaare wurde in der Region Järvamaa (Jerwen), in der Gemeinde Albu (Alp) als Sohn des Bauern Peeter Hansen (1841–1920) und dessen Ehefrau Ann, geborene Backhoff, geboren. Er war das vierte von insgesamt zwölf Kindern der Familie. Sein Vater hatte einen Hof in einem ungünstigen, steinigen und sumpfigen Gelände bei Järva-Madise (dt. St. Mathäi) etwa 70 Kilometer südöstlich von Tallinn gepachtet und war entschlossen, den Betrieb trotzdem voranzubringen, ungeachtet andauernder Streitigkeiten mit seinem Nachbarn Jakob Sikenberg. Diesen Familienhintergrund verarbeitete Tammsaare später in seinem autobiografischen Roman Wahrheit und Recht. 

### Werdegang
Trotz der ärmlichen Verhältnisse, aus denen er stammte, vermochte Anton genügend Geld für seine Ausbildung zusammenzubringen. Im Alter von acht Jahren besuchte er zunächst die Grundschule in Sääsküla, zehn Kilometer vom Bauernhof entfernt, zwei Jahre später wechselte er nach Prümli (dt. Heidemetz), 35 Kilometer weit weg. Dort arbeitete ein Verwandter als Lehrer. 1896 ging er in Väike-Maarja (Kl. Skt. Marien) und von 1898 bis 1903 im Gymnasium von Hugo Treffner in Tartu (Dorpat) zur Schule, die er erst mit 23 Jahren abschloss. Ab 1900 erschienen erste Kurzgeschichten von ihm in der Tageszeitung Postimees, damals noch unter dem Namen A. Hansen. Er war von 1903 bis 1907 zunächst als Journalist tätig, bevor er ab 1907 an der Kaiserlichen Universität Dorpat Recht studierte. 1911 musste er sein Studium wegen einer Tuberkulose-Erkrankung abbrechen. Über ein Jahr verbrachte er in einem Sanatorium bei Sotschi am Kaukasus, die einzige weitere Reise seines Lebens, und danach sechs weitere Jahre auf dem Bauernhof seines Bruders Jüri in Koitjärve. In dieser Zeit las er Werke von Cervantes, Shakespeare und Homer. Nach einer Magenoperation 1914 musste er zeit seines Lebens strenge Diät halten und nach jeder Mahlzeit neunzig Minuten ruhen.
1919, unmittelbar nachdem Estland erstmals unabhängig geworden war, heiratete Tammsaare die 18 Jahre jüngere Käthe-Amalie Weltman (1896–1979) und zog nach Tallinn. Hier verfasste er die Werke, die ihm einen dauerhaften Platz in der estnischen Literatur einbringen sollten. Obwohl Tammsaare seine Themen aus der Geschichte und dem Leben des estnischen Volkes bezog, haben seine Romane einen engen Bezug zu den Ideen von Henri Bergson, Carl Gustav Jung und Sigmund Freud und Schriftstellern wie Knut Hamsun und André Gide.
Tammsaare war zwar nie förmliches Mitglied der Künstlergruppe Noor-Eesti (Jung-Estland), die sich gegen die kulturelle Dominanz Russlands richtete, teilte jedoch deren Anliegen. Sein literarischer Durchbruch verzögerte sich auch deshalb, weil seine Werke vom damals führenden estnischen Literaturkritiker Friedebert Tuglas regelmäßig als „zu wenig kunstfertig“ verrissen wurden. Tuglas störte sich an Tammsaares Erzähltechnik, Stil und Textstruktur, eine Auseinandersetzung, die nicht zuletzt in der estnischen Presse stattfand.
Tammsaare starb am 1. März 1940 an seinem Schreibtisch sitzend, mit dem Füllfederhalter in der Hand. Damit hatte er alle seine Werke geschrieben, eine Schreibmaschine zu bedienen hatte er nie gelernt. Zeit seines Lebens scheute er die Öffentlichkeit. Selbst bei einer Feier zu seinem 50. Geburtstag im Nationaltheater erschien er nicht. Da er sechs Fremdsprachen beherrschte, las er zahlreiche ausländische Autoren im Original, vor allem William Shakespeare und Johann Wolfgang von Goethe beeinflussten ihn. Er übersetzte Werke von Oscar Wilde, George Bernard Shaw, John Galsworthy und Joseph Conrad.
In der früheren Wohnung von Tammsaare im Tallinner Stadtteil Kadriorg, Koidula 12a, befindet sich ein Museum, in dem 6000 Archivalien aufbewahrt werden, darunter die Totenmaske und die Geige des Schriftstellers, sowie sein Hausarchiv, das Manuskripte, Briefwechsel, Dokumente und Fotos beinhaltet.

## Bibliografie
Tammsaares frühe Werke sind geprägt von naturalistisch und ländlich orientiertem Realismus. Einige seiner Geschichten spiegeln die Atmosphäre des Revolutionsjahres 1905 wider. Als seine zweite Schaffensperiode gelten die Jahre zwischen 1908 und 1919, in denen er verschiedene Stadtromane und Kurzgeschichten schrieb. In Poiss ja liblik (Der Junge und der Schmetterling, 1915) zeigt Tammsaare Einflüsse Oscar Wildes. Später wandte er sich dem Neorealismus und Existenzialismus zu.
Wahrheit und Recht umfasst fünf Bände:
- 1: Wargamäe
- 2: Indrek
- 3: Wenn der Sturm schweigt
- 4: Karins Liebe
- 5: Rückkehr nach Wargamäe

Für die deutsche und lettische Übersetzung hatte Tammsaare den dritten Band gekürzt, so dass er mit Band 2 kombiniert erschien. In Estland ist der zweite Band mit seinen Unterrichtsszenen aus einer Bildungsanstalt (dem verschlüsselten Treffner-Gymnasium) in Tartu am beliebtesten. Internationalen Literaturkritikern gilt der erste Band als stärkster; es ist ein klassischer Bauernroman, der, an Hamsun erinnernd, am meisten über den estnischen Charakter erzählt, besonders verkörpert in der Gegenüberstellung der beiden Bauern Andres und Pearu, wobei Andres, der sich zunächst der Wahrheit und dem Recht verschrieben hat, nach und nach den Glauben an diese Ideale verliert und schließlich seinen Widersacher Pearu mit einem Betrug überwindet. Auch in den folgenden Bänden spielt der Verlust des „moralischen Kompass“ eine wichtige Rolle. So beschreibt Tammsaare in ironischer Absicht städtische Intellektuelle, die ihre früheren Werte längst aus den Augen verloren haben. Tammsaare selbst sagte später, dass die verschiedenen Bände die Beziehung des Menschen (resp. des Handelnden) 1. zum Land, 2. zu Gott, 3. zu Staat und Gesellschaft, 4. zu sich selbst sowie 5. die Resignation behandelten. Von Wahrheit und Gerechtigkeit gibt es zwei deutsche Gesamtausgaben (in der Übersetzung von Edmund Hunius im Neuen Deutschen Verlag F. L. Halle & Co., Berlin, 1938/41, sowie übersetzt von Eugenie Meyer im Gustav Kiepenheuer Verlag Leipzig/Weimar, 1988/89), von denen die erste Edition ebenfalls die Bände 2 und 3 kombiniert.
Sein Roman Põrgupõhja uus Vanapagan (Satan mit gefälschtem Pass, 1939) erfuhr international neben Wahrheit und Recht die weiteste Verbreitung und gehört in Estland nach wie vor zu beliebtesten Satiren. Der dort beschriebene Gegner des in diesem Fall gutwilligen und fleißigen Satans, der gerissene und rücksichtslose Kaufmann Ants, wurde in Estland zu einem sprichwörtlichen Negativ-Charakter.

## Zitate
„Vielleicht sollten wir niemals morgens lesen, was nachts geschrieben wurde. Entweder die Nacht und der Morgen missverstehen sich, oder sie kommen überhaupt nicht zusammen.“
(Võib-olla ei peaks kunagi hommikul seda lugema, mis südaöösel kirjutatud: hommik ja südaöö ei mõista teineteist või nad mõistavad võõriti.)
„Wenn ein Mann mit der richtigen Frau verheiratet ist, wird er wichtige Termine einhalten.“
(Kui mehel on õige naine, siis teeb ta kõik õigel ajal.)
„Der Wohlstand steht der Wahrheit näher als die Armut.“
(Varandus seisab tõele lähemal kui vaesus.)
„Nichts ist unmöglich, sobald ein Mensch ernsthaft darüber nachdenkt“
(Miski pole võimatu, niipea kui inimene hakkab sellest kord tõsiselt mõtlema.)
„Alles, was ich gelernt habe, lässt sich einem Satz zusammenfassen: Ich möchte jemand sein, der ich nicht bin.“
(Kõike, mida olen õppinud, tunnen ainult sel määral, et tahta olla see, mis ma ei ole.)

## Werke in Auswahl

### In estnischer Sprache
- Kaks paari ja üksainus, 1902 – Zwei Paare und ein einzelner
- Vanad ja noored, 1903 – Alte und Junge
- Raha-auk, 1907 – Die Geldgrube
- Uurimisel, 1907 – In Erwartung
- Pikad sammud, 1908 – Grosse Schritte
- Üle piiri, 1910 – Über die Grenze
- Noored hinged, 1909 – Junge Geister
- Poiss ja liblik, 1915 – Der Knabe und der Schmetterling
- Keelest ja luulest, 1915 – Über die Sprache und das Dichten
- Kärbes, 1917 – Die Fliege
- Varjundid, 1917 – Die Umrisse der Schatten
- Sõjamõtted, 1919 – Kriegsgedanken
- Juudit, 1921 – Judith
- Kõrboja peremees, 1922 – Der Bauer von Kõrboja
- Pöialpoiss, 1923 – Der Däumling
- Sic Transit, 1924
- Tõde ja õigus I-V, 1926–33 – Wahrheit und Gerechtigkeit, Band 1–5
- Meie rebane, 1932 – Unser Fuchs
- Elu ja armastus, 1934 – Das Leben und die Liebe
- Ma armastasin sakslast, 1935 – Ich liebte eine Deutsche
- Kuningal on külm, 1936 – Der König friert
- Hiina ja hiinlane, 1938 – China und ein Chinese
- Põrgupõhja uus Vanapagan, 1939 – Satan mit gefälschtem Pass
- Miniatures, 1977
- Kogutud teosed, 1977–1993 (18 Bände) – Gesammelte Werke

### In deutscher Übersetzung
- Die lebenden Puppen. Prosa in Auswahl. Aus dem Estnischen ins Deutsche übersetzt von Barbara und Friedrich Scholz. Mit einer Einleitung von Friedrich Scholz. Fink, München 1979, ISBN 3-7705-1774-1.